# Australian Hard Court Championships

Australian Hard Court Championships — колишній міжнародний щорічний професійний тенісний турнір. 
Заснований 1938 року, відбувався на ґрунтових кортах до 1977 року, пізніше на твердому покритті. 
До кінця 1980-х був комбінованим чоловічим і жіночим турніром.
2009 року тенісна асоціація Австралії знову об'єдналала окремі жіночий і чоловічий турніри в новий турнір Brisbane International.
Серед спонсорів чоловічих турнірів були Eurovox і Goldair, жіночих — Danone, Uncle Tobys, Mondial і Thalgo.

## Фінали
Фінали турнірів:

### Чоловіки, одиночний розряд
| Сідней                             | 1938      | Джек Кроуфорд                       | Вівіан Макграт                      | 2–6, 3–6, 6–2, 6–2, 6–4             |
| Тувумба                            | 1939      | Вівіан Макграт                      | Джеймс Ґілкріст                     | 3–6, 7–5, 7–5, 6–0                  |
| Гобарт                             | 1940      | Джон Бромвіч                        | Джек Кроуфорд                       | 6–1, 4–6, 6–2, 6–2                  |
|                                    | 1941–1945 | Не проводився (Друга світова війна) | Не проводився (Друга світова війна) | Не проводився (Друга світова війна) |
| Сідней                             | 1946      | Дінні Пейлс                         | Джефф Браун                         | 7–5, 6–2, 7–5                       |
| Тувумба                            | 1947      | Adrian Quist                        | Френк Седжмен                       | 6–3, 6–2, 6–3                       |
| Сідней                             | 1948      | Адріан Квіст                        | Білл Сідвелл                        | 6–2, 6–1, 7–5                       |
| Сідней                             | 1949      | Адріан Квіст                        | Джефф Браун                         | 4–6, 8–6, 6–4, 6–0                  |
| Тувумба                            | 1950      | Френк Седжмен                       | Джордж Вортінгтон                   | 6–1, 6–0, 6–4                       |
| Лонсестон                          | 1951      | Френк Седжмен                       | Дон Кенді                           | 6–3, 6–2, 6–2                       |
| Мельбурн                           | 1952      | Лью Гоуд                            | Кен Роузволл                        | 2–6, 6–1, 1–6, 6–2, 11–9            |
| Сідней                             | 1953      | Лью Гоуд                            | Джон Бромвіч                        | 7–5, 6–3, 2–6, 9–7                  |
| Брисбен                            | 1954      | Мервін Роуз                         | Дон Кенді                           | 7–5, 6–4, 6–2                       |
| Лонсестон                          | 1955      | Кен Роузволл                        | Ніл Фрейзер                         | 6–3, 5–7, 6–4, 2–6, 6–1             |
| Мельбурн                           | 1956      | Ешлі Купер                          | Мервін Роуз                         | 7–5, 6–4, 9–11, 6–4                 |
| Мельбурн                           | 1957      | Ешлі Купер                          | Ніл Фрейзер                         | 6–2, 4–6, 6–3, 6–3                  |
| Брисбен                            | 1958      | Ешлі Купер                          | Боб Марк                            | 7–5, 6–2, 6–2                       |
| Мельбурн                           | 1959      | Ніл Фрейзер                         | Рой Емерсон                         | 6–2, 3–6, 12–10, 6–3                |
| Гобарт                             | 1960      | Мартін Малліген                     | Боб Г'юїтт                          | 6–1, 6–2, 4–6, 6–4                  |
| Гобарт                             | 1961      | Боб Г'юїтт                          | Род Лейвер                          | 6–4, 6–2, 5–7, 6–3                  |
| Брисбен                            | 1962      | Род Лейвер                          | Фред Столл                          | 6–2, 2–6, 6–4, 4–6, 8–6             |
| Мельбурн                           | 1963      | Ніл Фрейзер                         | Овен Девідсон                       | 6–2, 6–2, 6–4                       |
| Лонсестон                          | 1964      | Мартін Малліген                     | Фред Столл                          | 6–3, 6–4, 8–6                       |
| Сідней                             | 1965      | Джон Ньюкомб                        | Фред Столл                          | 4–6, 6–1, 6–1, 6–3                  |
| Сідней                             | 1966      | Рой Емерсон                         | Тоні Роч                            | 6–3, 8–6, 4–6, 6–3                  |
| Мельбурн                           | 1967      | Тоні Роч                            | Джон Ньюкомб                        | 5–7, 7–5, 6–2, 6–2                  |
| Відкрита ера                       |           |                                     |                                     |                                     |
| Сідней                             | 1968      | Філ Дент                            | Боб Гілтінен                        | 6–2, 6–4, 12–10                     |
| Сідней                             | 1969      | Рей Раффелз                         | Ян Флетчер                          | 6–4, 6–4, 3–6, 5–7, 6–3             |
| Тувумба                            | 1970      | Колін Діблі                         | Боб Гілтінен                        | 6–3, 7–6, 6–4                       |
| Southport                          | 1971      | Мал Андерсон                        | Джефф Мастерз                       | 2–6, 6–0, 6–3, 6–2                  |
| Southport                          | 1972      | Джефф Мастерз                       | Мал Андерсон                        | 6–3, 6–7, 6–3, 7–5                  |
| Rockdale                           | 1973      | Росс Кейс                           | Кім Ворвік                          | 6–3, 6–1, 6–0                       |
| Gympie                             | 1974      | Ульріх Піннер                       | Челль Юганссон                      | 6–3, 6–2, 4–6, 7–5                  |
| Мельбурн                           | 1975      | Пітер Макнамара                     | Джон Маркс                          | 6–2, 6–2, 6–2                       |
| Сідней                             | 1976      | Террі Рокаверт                      | Воррен Маер                         | 6–4, 6–7, 2–6, 7–6, 6–4             |
| Мельбурн                           | 1977      | Девід Картер                        | Мал Андерсон                        | 6–1, 6–3                            |
|                                    | 1978      | Не проводився                       | Не проводився                       | Не проводився                       |
| Гобарт                             | 1979      | Гільєрмо Вілас                      | Марк Едмондсон                      | 6–4, 6–4                            |
| Гобарт                             | 1980      | Шломо Глікштейн                     | Роберт Вант Гоф                     | 7–6, 6–4                            |
| Сідней                             | 1981      | Кім Ворвік                          | Грег Вайткросс                      | 6–3, 7–6                            |
| Сідней                             | 1982      | Пет Кеш                             | Крейг А. Міллер                     | 7–5, 6–7, 6–2                       |
| Сідней                             | 1983      | Саймон Юл                           | Джон Фролі                          | 3–6, 7–5, 6–2                       |
| Сідней                             | 1984      | Пітер Дуен                          | Джонатан Кантер                     | 2–6, 6–3, 6–3                       |
| Сідней                             | 1985      | Пітер Дуен                          | Брюс Дерлін                         | 6–4, 6–4                            |
| Сідней                             | 1986      | Пітер Дуен                          | Дес Тайсон                          | 6–3, 6–2                            |
| Сідней                             | 1987      | Джон Фролі                          | Йоган Андерсон                      | 6–2, 6–3                            |
| Аделаїда                           | 1988      | Марк Вудфорд                        | Веллі Месур                         | 6–2, 6–4                            |
| Аделаїда                           | 1989      | Марк Вудфорд                        | Патрік Кюнен                        | 7–5, 1–6, 7–5                       |
| Аделаїда                           | 1990      | Томас Мустер                        | Джиммі Аріес                        | 3–6, 6–2, 7–5                       |
| Аделаїда                           | 1991      | Ніклас Культі                       | Міхаель Штіх                        | 6–3, 1–6, 6–2                       |
| Аделаїда                           | 1992      | Горан Іванишевич                    | Крістіан Берґстрем                  | 1–6, 7–6(7–5), 6–4                  |
| Аделаїда                           | 1993      | Ніклас Культі                       | Крістіан Берґстрем                  | 3–6, 7–5, 6–4                       |
| Аделаїда                           | 1994      | Євген Кафельников                   | Олександр Волков                    | 6–4, 6–3                            |
| Аделаїда                           | 1995      | Джим Кур'є                          | Арно Боеч                           | 6–2, 7–5                            |
| Аделаїда                           | 1996      | Євген Кафельников                   | Байрон Блек                         | 7–6(7–0), 3–6, 6–1                  |
| Аделаїда                           | 1997      | Тодд Вудбрідж                       | Скотт Дрейпер                       | 6–2, 6–1                            |
| Аделаїда                           | 1998      | Ллейтон Г'юїтт                      | Джейсон Столтенберг                 | 3–6, 6–3, 7–6(7–4)                  |
| Аделаїда                           | 1999      | Томас Енквіст                       | Ллейтон Г'юїтт                      | 4–6, 6–1, 6–2                       |
| Аделаїда                           | 2000      | Ллейтон Г'юїтт                      | Томас Енквіст                       | 3–6, 6–3, 6–2                       |
| Аделаїда                           | 2001      | Томмі Гаас                          | Ніколас Массу                       | 6–3, 6–1                            |
| Аделаїда                           | 2002      | Тім Генман                          | Марк Філіппуссіс                    | 6–4, 6–7(6–8), 6–3                  |
| Аделаїда                           | 2003      | Микола Давиденко                    | Крістоф Вліген                      | 6–2, 7–6(7–3)                       |
| Аделаїда                           | 2004      | Домінік Хрбати                      | Мікаель Льодра                      | 6–4, 6–0                            |
| Аделаїда                           | 2005      | Йоахім Йоханссон                    | Тейлор Дент                         | 7–5, 6–3                            |
| Аделаїда                           | 2006      | Флоран Серра                        | Ксав'є Малісс                       | 6–3, 6–4                            |
| Аделаїда                           | 2007      | Новак Джокович                      | Кріс Гуччоне                        | 6–3, 6–7(6–8), 6–4                  |
| Аделаїда                           | 2008      | Мікаель Льодра                      | Яркко Ніємінен                      | 6–3, 6–4                            |
| замінено на Brisbane International |           |                                     |                                     |                                     |

### Жінки, одиночний розряд
| Сідней                             | 1938      | Емілі Гуд Вестакотт                 | Мей Гардкасл                        | 7–5, 6–1                            |  |
| Тувумба                            | 1939      | Мей Гардкасл                        | Телма Койн-Лонґ                     | 6–3, 6–4                            |  |
| Гобарт                             | 1940      | Нелл Голл-Гопман                    | Телма Койн-Лонґ                     | 6–4, 3–6, 6–1                       |  |
|                                    | 1941–45   | Не проводився (Друга світова війна) | Не проводився (Друга світова війна) | Не проводився (Друга світова війна) |  |
| Сідней                             | 1946      | Ненсі Вінн-Болтон                   | Dulcie Whittaker                    | 7–5 6–1                             |  |
| Тувумба                            | 1947      | Телма Койн-Лонґ                     | Мері Говтон                         | 8–6, 6–3                            |  |
| Лонсестон                          | 1948      | Ненсі Вінн-Болтон                   | Sadie Berryman Newcombe             | 6–2, 6–3                            |  |
| Сідней                             | 1949      | Мері Говтон                         | Esme Ashford                        | 6–1, 6–1                            |  |
| Тувумба                            | 1950      | Nancye Wynne Bolton                 | Телма Койн-Лонґ                     | 5–7, 6–3, 6–3                       |  |
| Лонсестон                          | 1951      | Джойс Фітч                          | Берил Пенроуз                       | 4–6, 7–5, 6–1                       |  |
| Сідней                             | 1952      | Pam Southcombe                      | Loris Nichols                       | 6–4, 7–5                            |  |
| Сідней                             | 1953      | Beryl Penrose                       | Мері Говтон                         | 6–2, 6–3                            |  |
| Брисбен                            | 1954      | Дженні Стейлі Гоуд                  | Beryl Penrose                       | 3–6, 6–0, 6–4                       |  |
| Лонсестон                          | 1955      | Марґарет Геллієр                    | Pat Parmenter                       | 6–4, 6–3                            |  |
| Мельбурн                           | 1956      | Мері Картер-Рейтано                 | Марі Тумі Martin                    | 7–5, 4–6, 6–1                       |  |
| Сідней                             | 1957      | Beth Jones                          | Мері Говтон                         | 6–3, 4–6, 6–2                       |  |
| Брисбен                            | 1958      | Лоррен Коглан                       | Мері Говтон                         | 6–3, 6–3                            |  |
| Мельбурн                           | 1959      | Джен Легейн                         | Лоррен Коглан                       | 6–0 2–6 6–2                         |  |
| Гобарт                             | 1960      | Леслі Тернер Боурі                  | Dawn Robberds                       | 6–2, 6–2                            |  |
| Rockdale                           | 1961      | Маргарет Корт                       | Леслі Тернер Боурі                  | 6–2, 0–6, 7–5                       |  |
| Брисбен                            | 1962      | Леслі Тернер Боурі                  | Джен Легейн                         | 4–6, 6–4, 6–4                       |  |
| Glen Iris                          | 1963      | Джоан Ґібсон                        | Мадонна Шакт                        | 10–8, 6–3                           |  |
| Лонсестон                          | 1964      | Мадонна Шакт                        | Гейл Шанфро                         | 1–6, 8–6, 10–8                      |  |
| Сідней                             | 1965      | Леслі Тернер Боурі                  | Маргарет Корт                       | 7–5, 6–3                            |  |
| Брисбен                            | 1966      | Карен Крантцке                      | Лексі Кенні                         | 6–1, 6–2                            |  |
| Мельбурн                           | 1967      | Леслі Тернер Боурі                  | Керрі Мелвілл                       | 1–6, 7–5, 6–2                       |  |
| ↓ Відкрита ера ↓                   |           |                                     |                                     |                                     |  |
| Лонсестон                          | 1968      | Карен Крантцке                      | Івонн Гулагонг-Коулі                | 6–1, 6–1                            |  |
| Сідней                             | 1969      | Керрі Мелвілл                       | Карен Крантцке                      | 6–3, 8–10, 6–1                      |  |
| Тувумба                            | 1970      | Івонн Гулагонг-Коулі                | Мерілін Теш                         | 6–3, 7–5                            |  |
| Southport                          | 1971      | Івонн Гулагонг-Коулі                | Енн Геррант                         | 6–1, 6–1                            |  |
| Мельбурн                           | 1972      | Івонн Гулагонг-Коулі                | Патрісія Коулмен                    | 6–7, 6–2, 6–2                       |  |
| Rockdale                           | 1973      | Даянн Фромголтц                     | Енн Кійомура                        | 6–1, 7–5                            |  |
| Gympie                             | 1974      | Гелена Анліот                       | Наталія Чмирьова                    | 6–1, 7–5                            |  |
| Мельбурн                           | 1975      | Джуді Тегарт-Далтон                 | Кім Рудделл                         | 6–2, 6–3                            |  |
| Сідней                             | 1976      | Даянн Фромголтц                     | Лінн Гаррісон                       | 6–1, 6–0                            |  |
| Brighton East                      | 1977      | Сью Саліба                          | Пем Вайткросс                       | 2–6, 7–6, 6–2                       |  |
|                                    | 1978      | Не проводився                       | Не проводився                       | Не проводився                       |  |
| ?                                  | 1979      | Джилл Девіс                         | ?                                   | ?                                   |  |
| Гобарт-Jan                         | 1980      | Неріда Грегорі                      | Карен Галлі                         | 7–5, 6–2                            |  |
| Гобарт -Nov                        | 1980      | С'юзен Лео                          | ?                                   | ?                                   |  |
|                                    | 1981      | Не проводився                       | Не проводився                       | Не проводився                       |  |
| Сідней                             | 1982      | Енн Мінтер                          | Аманда Дінгволл                     | 6–4, 6–2                            |  |
| Сідней                             | 1983      | Енн Мінтер                          | Аманда Дінгволл                     | 6–3, 6–4                            |  |
| Сідней                             | 1984      | Даянн Фромголтц                     | Anneli Björk                        | 6–3, 6–2                            |  |
| Сідней                             | 1985      | Гелена Дальстрем                    | Моніка Лундквіст                    | 6–4, 3–6, 7–6                       |  |
| Сідней                             | 1986      | Ніколь Брадтке                      | Мішелл Боурі                        | 6–3, 6–3                            |  |
| Оберн                              | 1987      | Луїс Стейсі                         | Jane Morro                          | 0–6, 7–6, 6–2                       |  |
|                                    | 1988      | Не проводився                       | Не проводився                       | Не проводився                       |  |
| Брисбен                            | 1989      | Гелена Сукова                       | Бренда Шульц-Маккарті               | 7–6, 7–6                            |  |
| Брисбен                            | 1990      | Наташа Звєрєва                      | Рейчел Макквіллан                   | 6–4, 6–0                            |  |
| Брисбен                            | 1991      | Гелена Сукова                       | Кідзімута Акіко                     | 6–4, 6–3                            |  |
| Брисбен                            | 1992      | Ніколь Брадтке                      | Рейчел Макквіллан                   | 6–3, 6–2                            |  |
| Брисбен                            | 1993      | Кончита Мартінес                    | Магдалена Малеєва                   | 6–3, 6–4                            |  |
| Брисбен                            | 1994      | Ліндсі Девенпорт                    | Флоренсія Лабат                     | 6–1, 2–6, 6–3                       |  |
|                                    | 1995–1996 | Не проводився                       | Не проводився                       | Не проводився                       |  |
| Hope Island                        | 1997      | Олена Лиховцева                     | Суґіяма Ай                          | 3–6, 7–6, 6–3                       |  |
| Hope Island                        | 1998      | Суґіяма Ай                          | Марія Венто-Кабчі                   | 7–5, 6–0                            |  |
| Hope Island                        | 1999      | Патті Шнідер                        | Марі П'єрс                          | 4–6, 7–6(7–5), 6–2                  |  |
| Голд-Кост                          | 2000      | Сільвія Талая                       | Кончита Мартінес                    | 6–1, 3–6, 6–0                       |  |
| Голд-Кост                          | 2001      | Жустін Енен                         | Сільвія Фаріна-Елія                 | 7–6(7–5), 6–4                       |  |
| Голд-Кост                          | 2002      | Вінус Вільямс                       | Жустін Енен                         | 7–5, 6–2                            |  |
| Голд-Кост                          | 2003      | Наталі Деші                         | Марі-Гаяне Мікаелян                 | 6–3, 3–6, 6–3                       |  |
| Голд-Кост                          | 2004      | Суґіяма Ай                          | Надія Петрова                       | 1–6, 6–1, 6–4                       |  |
| Голд-Кост                          | 2005      | Патті Шнідер                        | Саманта Стосур                      | 1–6, 6–3, 7–5                       |  |
| Голд-Кост                          | 2006      | Луціє Шафарова                      | Флавія Пеннетта                     | 6–3, 6–4                            |  |
| Голд-Кост                          | 2007      | Дінара Сафіна                       | Мартіна Хінгіс                      | 6–3, 3–6, 7–5                       |  |
| Голд-Кост                          | 2008      | Лі На                               | Вікторія Азаренко                   | 4–6, 6–3, 6–4                       |  |
| замінено на Brisbane International |           |                                     |                                     |                                     |  |

### Чоловіки, парний розряд
| Місце                              | Рік  | Чемпіони                         | Фіналісти                          | Рахунок              |
| ---------------------------------- | ---- | -------------------------------- | ---------------------------------- | -------------------- |
| Аделаїда                           | 1990 | Ендрю Кастл Ндука Одізор         | Александр Мронц Міхіл Схаперс      | 7–6, 6–2             |
| Аделаїда                           | 1991 | Вейн Феррейра Стефан Крюґер      | Паул Гаргейс Марк Куверманс        | 6–4, 4–6, 6–4        |
| Аделаїда                           | 1992 | Горан Іванишевич Марк Россе      | Марк Кратцманн Джейсон Столтенберг | 7–6, 7–6             |
| Аделаїда                           | 1993 | Тодд Вудбрідж Марк Вудфорд       | Джон Фіцджеральд Лорі Вордер       | 6–4, 7–5             |
| Аделаїда                           | 1994 | Марк Кратцманн Ендрю Кратцманн   | Девід Адамс Байрон Блек            | 6–4, 6–3             |
| Аделаїда                           | 1995 | Джим Кур'є Патрік Рафтер         | Байрон Блек Грант Коннелл          | 7–6, 6–4             |
| Аделаїда                           | 1996 | Тодд Вудбрідж Марк Вудфорд       | Йонас Бйоркман Томмі Го            | 7–5, 7–6             |
| Аделаїда                           | 1997 | Патрік Рафтер Браян Шелтон       | Тодд Вудбрідж Марк Вудфорд         | 6–4, 1–6, 6–3        |
| Аделаїда                           | 1998 | Джошуа Ігл Ендрю Флорент         | Елліс Феррейра Рік Ліч             | 6–4, 6–7, 6–3        |
| Аделаїда                           | 1999 | Густаво Куертен Ніколас Лапентті | Джим Кур'є Патрік Гелбрайт         | 6–4, 6–4             |
| Аделаїда                           | 2000 | Марк Вудфорд Тодд Вудбрідж       | Ллейтон Г'юїтт Сендон Столл        | 6–4, 6–2             |
| Аделаїда                           | 2001 | Девід Макферсон Грант Стеффорд   | Вейн Артурс Тодд Вудбрідж          | 6–7(5–7), 6–4, 6–4   |
| Аделаїда                           | 2002 | Вейн Блек Кевін Ульєтт           | Боб Браян Майк Браян               | 7–5, 6–2             |
| Аделаїда                           | 2003 | Джефф Кутзе Кріс Гаггард         | Максим Мирний Джефф Моррісон       | 2–6, 6–4, 7–6(9–7)   |
| Аделаїда                           | 2004 | Боб Браян Майк Браян             | Арно Клеман Мікаель Льодра         | 7–5, 6–3             |
| Аделаїда                           | 2005 | Ксав'є Малісс Олів'є Рохус       | Сімон Аспелін Тодд Перрі           | 7–6(7–5), 6–4        |
| Аделаїда                           | 2006 | Джонатан Ерліх Енді Рам          | Пол Генлі Кевін Ульєтт             | 7–6(7–4), 7–6(12–10) |
| Аделаїда                           | 2007 | Веслі Муді Тодд Перрі            | Новак Джокович Радек Штепанек      | 6–3, 4–6, [15–13]    |
| Аделаїда                           | 2008 | Мартін Гарсія Марсело Мело       | Кріс Гуччоне Роберт Смітс          | 6–3, 3–6, [10–7]     |
| замінено на Brisbane International |      |                                  |                                    |                      |

### Жінки, парний розряд
| Місце   | Рік  | Чемпіонки                        | Фіналістки                       | Рахунок       |
| ------- | ---- | -------------------------------- | -------------------------------- | ------------- |
| Сідней  | 1938 | Емілі Гуд Вестакотт Мей Гардкасл | Alison Hattersley Vera Selwin    | 3–6, 6–1, 6–4 |
| Тувумба | 1939 | Hayes Farrell                    | Емілі Гуд Вестакотт Мей Гардкасл | 4–6, 6–2, 6–2 |